# Bonaventura Corti

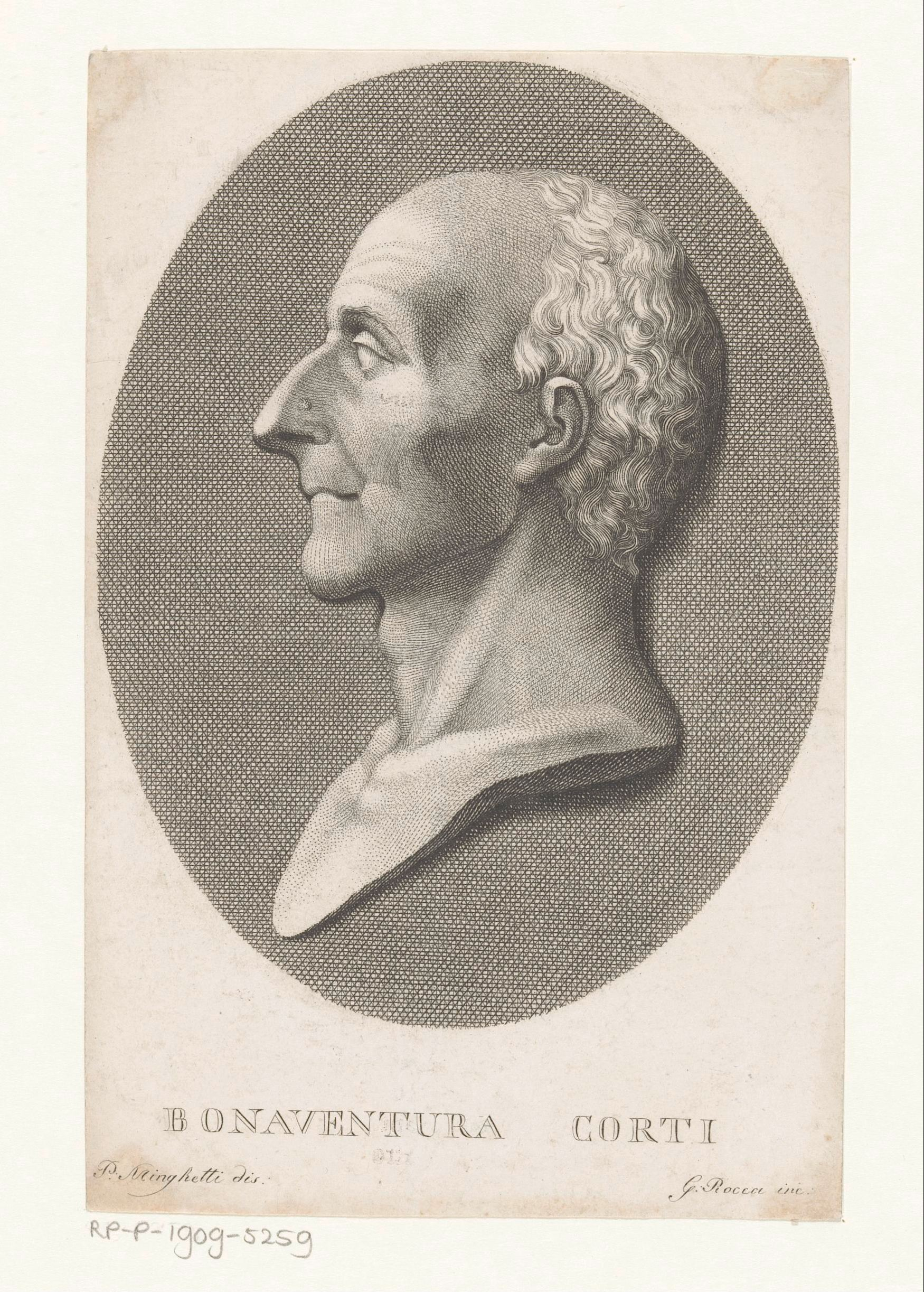
Bonaventura Corti

Bonaventura Corti (* 26. Februar 1729 in Viano, Herzogtum Modena und Reggio; † 3. Februar 1813 in Reggio nell’Emilia) war ein italienischer Botaniker. Sein offizielles botanisches Autorenkürzel lautet „Corti“.

## Leben und Wirken
Seine erste Ausbildung erhielt Corti am Jesuitenkolleg von Reggio nell’Emilia, wo er zunächst Philosophie und Mathematik, dann bei Lazzaro Spallanzani auch Meteorologie und Physik studierte. Der Schwerpunkt seiner späteren Forschungen lag im Bereich der Biologie, wo er sich insbesondere dem Studium der niederen Organismen wie den Zitterlingen, Rädertierchen, Wimpertierchen sowie vor allem mit Armleuchteralgen beschäftigte.
1772 entdeckte Corti erstmals das Phänomen der Plasmaströmung in den großlumigen Internodialzellen der Armleuchteralgen und veröffentlichte dies 1774. Allerdings geriet seine Entdeckung wieder in Vergessenheit, weshalb unabhängig von ihm Hugo von Mohl und Matthias Schleiden dieses Phänomen entdeckten.

## Dedikationsnamen
Corti zu Ehren wurden mehrere Algen benannt, z. B. Chara cortiana.

## Schriften
- Bonaventura Corti: Osservazioni microscopiche sulla Tremella e sulla circolazione del fluido in una pianta acquajuola (Chara). G. Rocchi, Lucca 1774 (207 Seiten, 3 pl.).